# 파울시

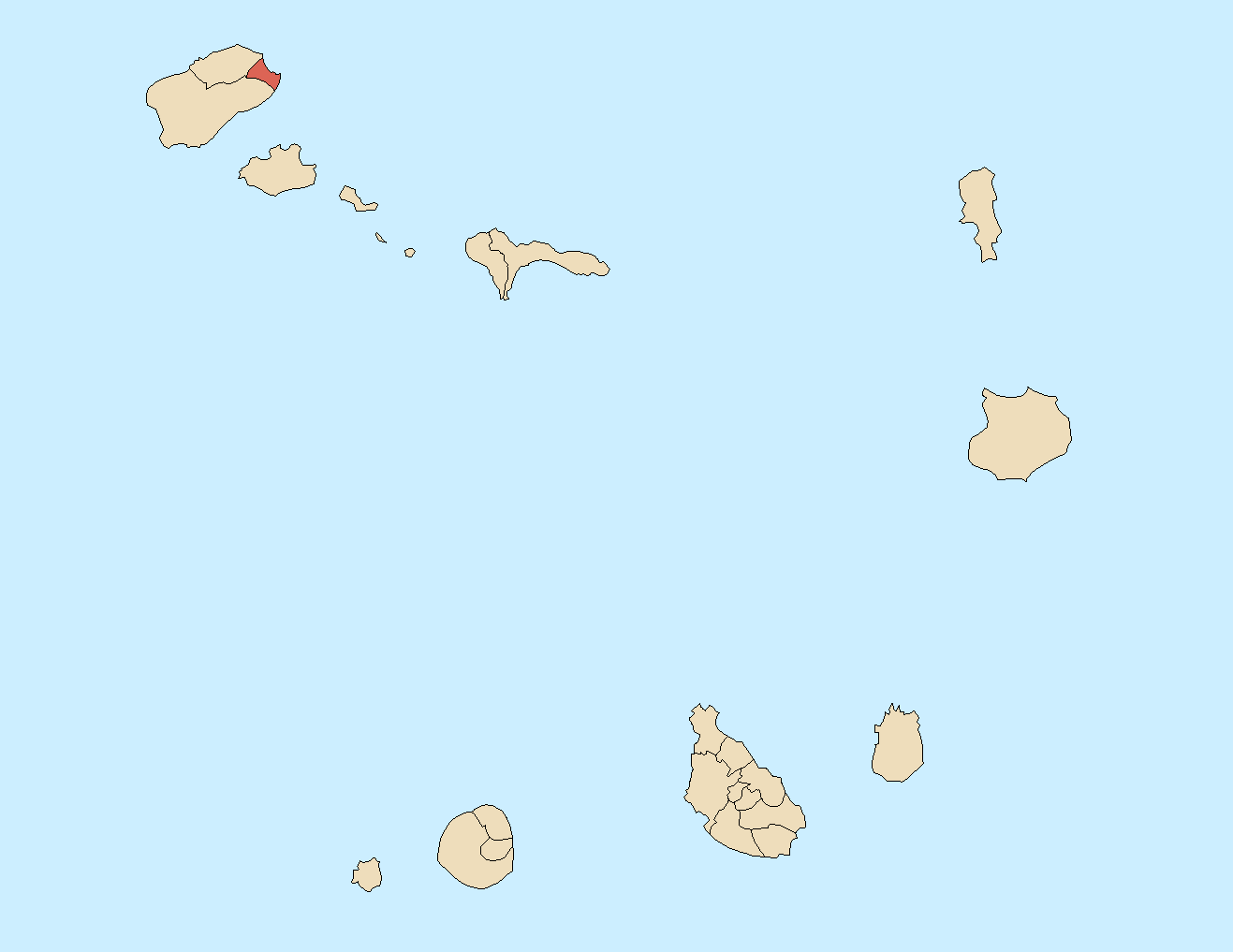
파울시의 위치

파울시(포르투갈어: Paul)는 카보베르데를 구성하는 22개 지방 자치체 가운데 하나로 산투안탕섬 동부에 위치한다. 행정 중심지는 폼바스이며 면적은 54.26km2, 인구는 6,997명(2010년 기준)이다. 1개 교구(산투안토니우다스폼바스(Santo António das Pombas) 교구)를 관할한다.